# 八橋南
八橋南（やばせみなみ）は秋田県秋田市にある町。八橋南一丁目と八橋南二丁目の2町が存在する。郵便番号は010-0976。住居表示実施済み地区。

## 地理
秋田市の中央部、八橋地域の中では南部に位置する。国道7号（秋田北バイパス）と秋田県道26号秋田停車場線（山王大通り）に西・南を面しており、それらと国道7号（秋田南バイパス）・国道13号（秋田北バイパス）の交差点である臨海十字路に接していて、交通至便な地区であり、各幹線道路沿いは商業地となっている。幹線道路から離れた北東部は住宅地である。また、官庁街である山王に近いことから公的施設も多い。北は八橋本町六丁目、北東は八橋本町二丁目、東は八橋運動公園、南は山王中島町・山王臨海町、西は川尻町字大川反に接する。

### 河川
- 草生津川

## 歴史

### 沿革
- 2002年（平成14年）9月30日 - 住居表示実施に伴い、八橋南一丁目・八橋南二丁目が設置される。

### 町名の変遷
以下はすべて住居表示実施に伴う変更。
| 実施後       | 実施年月日      | 実施前（各字名ともその一部）                 |
| ------------ | --------------- | -------------------------------------------- |
| 八橋南一丁目 | 平成14年9月30日 | 川尻町字中島 かわしりまち あざなかじま       |
| 八橋南一丁目 | 平成14年9月30日 | 川尻町字八橋境 かわしりまち あざやばせさかい |
| 八橋南一丁目 | 平成14年9月30日 | 八橋字戌川原 やばせ あざいぬかわら           |
| 八橋南一丁目 | 平成14年9月30日 | 八橋字八橋 やばせ あざやばせ                 |
| 八橋南二丁目 | 平成14年9月30日 | 川尻町字大川反 かわしりまち あざおおかわばた |
| 八橋南二丁目 | 平成14年9月30日 | 八橋字戌川原 やばせ あざいぬかわら           |

## 世帯数と人口
2020年(令和2年)10月1日現在の世帯数と人口は以下の通りである。
| 丁目         | 世帯数  | 人口  |
| ------------ | ------- | ----- |
| 八橋南一丁目 | 173世帯 | 293人 |
| 八橋南二丁目 | 70世帯  | 137人 |
| 計           | 243世帯 | 430人 |

## 交通

### 鉄道
地区内に鉄道は通っていない。最寄り駅は中通七丁目にあるJR東日本奥羽本線・羽越本線・秋田新幹線の秋田駅もしくは泉菅野二丁目にあるJR東日本奥羽本線泉外旭川駅。

### バス
- 秋田中央交通
  - 系統120｜寺内経由土崎線（飯島北発着）
  - 系統121｜寺内経由土崎線（土崎駅前発着）
  - 系統133｜サンパーク・県庁経由将軍野線
  - 系統230｜泉八橋環状線（泉回り） - 平日のみ
  - 系統231｜泉八橋環状線（八橋回り） - 平日のみ
    - 面影橋（秋田市道外旭川新川線側） - 秋田市保健所・サンライフ秋田前

  - 系統145｜臨海営業所線
  - 系統146｜県立プール線
  - 系統147｜県立プール線（スケート場経由）
  - 系統350｜仁別リゾート公園線（クアドーム・ザ・ブーン発着）
  - 系統352｜仁別リゾート公園線（森林学習館前発着） - 平日のみ
  - 系統360｜秋田温泉線（秋田駅西口経由） - 平日のみ
  - 系統363｜秋田温泉線（蓮田上丁発臨海営業所行） - 平日のみ
    - 八橋汚水中継ポンプ場前 - （臨海十字路）

  - 系統140｜県庁中央交通線（県庁市役所前経由）
  - 系統144｜山王商業高校線 - 平日のみ
  - 系統145｜臨海営業所線
  - 系統146｜県立プール線
  - 系統147｜県立プール線（スケート場経由）
  - 系統350｜仁別リゾート公園線（クアドーム・ザ・ブーン発着）
  - 系統352｜仁別リゾート公園線（森林学習館前発着） - 平日のみ
  - 系統360｜秋田温泉線（秋田駅西口経由） - 平日のみ
  - 系統363｜秋田温泉線（蓮田上丁発臨海営業所行） - 平日のみ
  - 系統300｜太平線 - 平日のみ
  - 系統340｜赤沼線（県庁市役所前経由）
  - 系統342｜赤沼線（大学病院前発着） - 平日のみ
  - 系統343｜赤沼線（大学病院前発） - 平日のみ
  - 系統423｜桜ガ丘線（大川反車庫前発着） - 平日のみ
  - 系統510｜仁井田御所野線（県庁市役所前経由）
  - 系統523｜御所野発県庁市役所前大川反車庫ゆき線 - 平日のみ
  - 系統702｜川尻割山線（県庁市役所前経由） - 平日のみ
    - 臨海十字路 - 山王交番前

### 道路
- 国道7号(秋田北バイパス・臨海バイパス)
- 秋田県道26号秋田停車場線(山王大通り)
- 秋田市道土崎保戸野線（旧羽州街道、旧国道）
  - 面影橋
- 秋田市道外旭川新川線

## 施設

### 八橋南一丁目
- 秋田県歯科医療専門学校
- 秋田市医師会立秋田看護学校
- 秋田市中高年齢労働者福祉センター（サンライフ秋田）
- 秋田市保健所
  - 秋田市子ども未来部子ども健康課
- 秋田市保健センター
  - 秋田市医師会
  - 秋田産業保健総合支援センター
- 秋田市老人福祉センター
- 秋田ケーブルテレビ本社
- ケーズデンキ秋田中央本店（デンコードー運営）

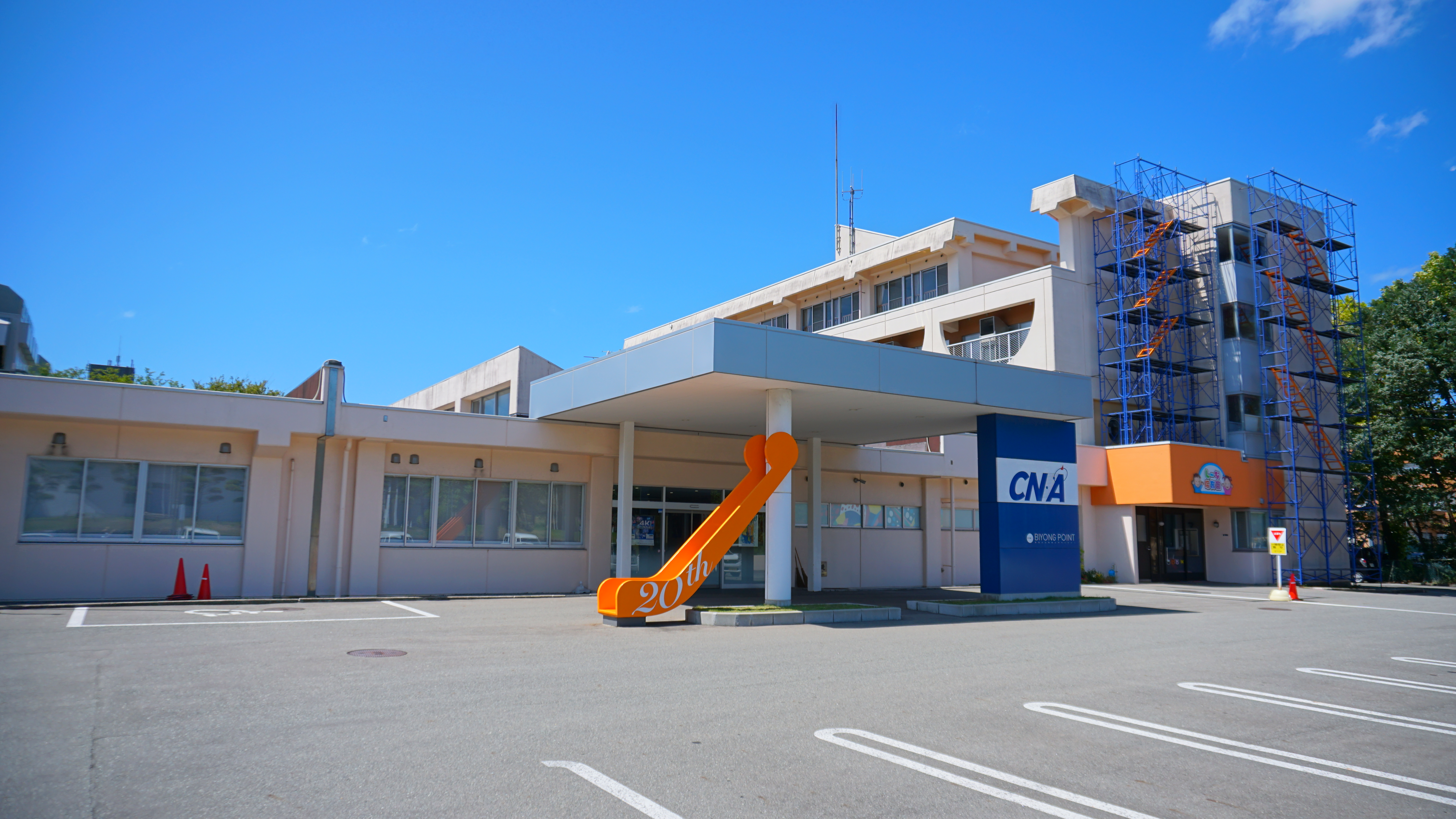
秋田ケーブルテレビ本社
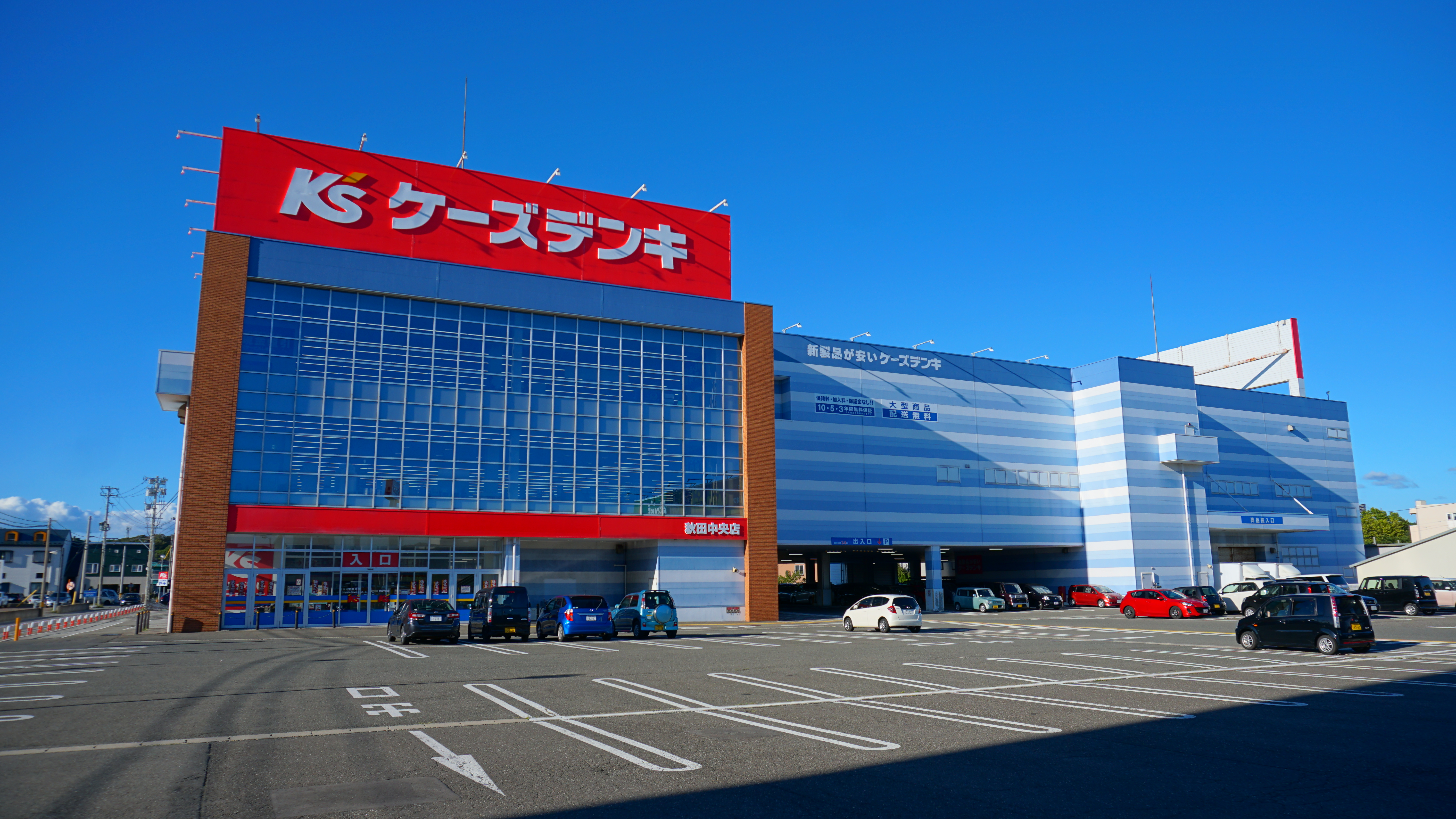
ケーズデンキ秋田中央本店

### 八橋南二丁目

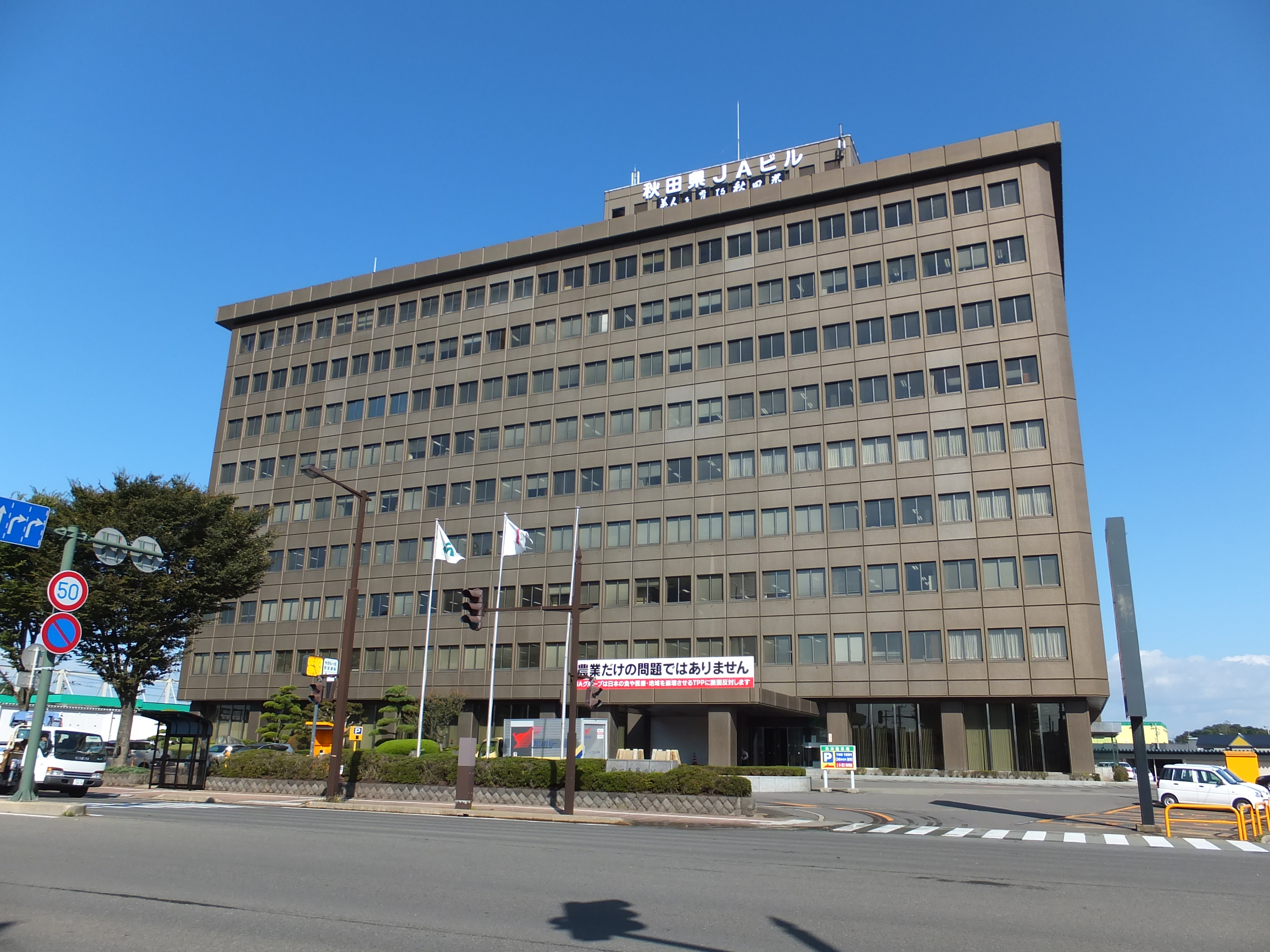
秋田県農協ビル
  - 農林中央金庫秋田支店
  - 秋田なまはげ農業協同組合秋田県農協ビル支店
  - 秋田県農業協同組合中央会
  - 秋田県農協共済
  - 日立製作所東北支社秋田支店
- 秋田協同印刷
- ヤマダ電機 テックランド秋田本店
- 秋田ヤクルト販売本社

- 秋田県JAビル